# Tommaso Ciampa
Tommaso Whitney (Boston, 8 de maio de 1985) é um lutador profissional americano. Atualmente, ele assinou contrato com a WWE, onde atua no SmackDown sob o nome de ringue Tommaso Ciampa.
Whitney começou sua carreira em 2005, trabalhando em várias promoções independentes. Em 2011, ele começou a trabalhar com a Ring of Honor até 2015. Mais tarde, ele apareceu na WWE em 2015 como parte do Dusty Rhodes Tag Team Classic, um torneio de duplas. Ele formou uma tag team, #DIY (Do It Yourself), com Johnny Gargano. No ano seguinte, ele assinou um contrato com a WWE e participou do Cruiserweight Classic, um torneio para lutadores cruiserweight, mas Gargano o derrotou no primeiro round.
Ciampa é duas vezes Campeão do NXT e uma vez Campeão de Duplas do NXT. Fora da WWE, ele é mais conhecido por seu trabalho na Ring of Honor (ROH), onde foi uma vez Campeão Mundial de Televisão da ROH. Ele também lutou por várias outras promoções independentes, incluindo Beyond Wrestling (BW), Chaotic Wrestling (CW), Top Rope Promotions (TRP) e Pro Wrestling Guerrilla (PWG).

## Início de vida
Tommaso Whitney nasceu em 8 de maio de 1985 em Boston, Massachusetts. Ele é descendente de sicilianos.

## Carreira na luta livre profissional

### Início de carreira (2005–2007)
Whitney foi treinado pelo Hall da Fama da WWE Killer Kowalski, e estreou em janeiro de 2005. Ele lutou predominantemente para promoções independentes localizadas em Massachusetts, mais notavelmente Chaotic Wrestling e Top Rope Promotions.
Em 22 de maio de 2005, ele lutou uma luta pelo Campeonato Junior dos Pesos Pesados IWF contra o campeão Sean Royal, mas não teve sucesso. Mais tarde naquele dia, ele também não conseguiu vencer uma batalha real para ganhar o desafiante número um ao Campeonato dos Pesos Pesados da IWF.
Whitney estreou na Chaotic Wrestling como "Tommy Penmanship" em 2005. Em 1º de abril, ele perdeu uma luta de qualificação para entrar no torneio pelo Campeonato dos Pesos Pesados da Chaotic Wrestling para Fred Sampson. Em junho, Penmanship se uniu a Arch Kincaid para desafiar sem sucesso os Logan Brothers pelo Campeonato de Duplas da Chaotic Wrestling. Penmanship ganhou seu primeiro campeonato em 8 de agosto, derrotando Chase del Monte pelo Campeonato da Nova Inglaterra da Chaotic Wrestling. Ele o segurou por meio ano, defendendo-o com sucesso contra o ex-del Monte, Jason Blade e Psycho, antes de finalmente perdê-lo para Psycho no Cold Fury 5.
Penmanship, em seguida, passou alguns meses sem vencer uma partida de simples perdendo para Matt Logan e Psycho, mas ao lado de Psycho, ele venceu uma partida da primeira rodada do torneio Lethal Lottery. Penmanship e Psycho se qualificaram para uma battle royal para determinar o desafiante ao Campeonato dos Pesos Pesados da CW, mas a luta foi vencida por Luis Ortiz. No Breaking Point 2006 Penmanship perdeu para Psycho mais uma vez em uma luta Psycho Rules com Tommy Dreamer como árbitro especial. Em 19 de maio, Penmanship derrotou Handsome Johnny e se tornou Campeão dos Pesos Pesados da Chaotic Wrestling. Como o Campeão dos Pesos Pesados Chaotic Penmanship derrotou Bryan Logan, del Monte e Max Bauer. Ele manteve o título até fevereiro de 2007, quando o perdeu para Brian Milonas em uma luta "Loser sai da CW".

### World Wrestling Entertainment (2005–2007)
Ele apareceu em 14 de julho de 2005, no episódio do SmackDown! como Thomas Whitney, ESQ um dos advogados de Muhammad Hassan e confrontou The Undertaker. Tommaso leu uma declaração de Hassan antes de ser atacado por The Undertaker. No episódio de 17 de dezembro de Velocity, sob o nome de ringue Demarso Whitney, ele foi derrotado por Jamie Noble. No episódio de 25 de agosto de 2006 do Heat, ele e Kofi Kingston tiveram um dark match contra Lance Cade e Trevor Murdoch.
Em 4 de fevereiro de 2007, foi anunciado que Whitney assinou um contrato de desenvolvimento com a WWE e foi enviada para a Ohio Valley Wrestling. Ele estreou em 21 de fevereiro e lutou como Tommaso. Depois de sofrer uma lesão, ele foi forçado a se afastar das competições de ringue e ficou conhecido como Dr. Thomas, especialista em gerenciamento de raiva - durante o qual ele gerenciou a Bolin Services (Charles Evans e Justin LaRouche), conquistando os títulos de duplas da OVW. Dr Thomas acabaria por fazer sua estréia no ringue durante uma tag de 6 homens no Six Flags, marcando com Bolin Services para enfrentar Elijah Burke e Cryme Tyme. Em 27 de junho de 2007, Whitney estreou uma nova gimmick quando começou a lutar sob uma máscara como Prodigy. Em 9 de agosto, Whitney foi liberado de seu contrato de desenvolvimento da WWE.

### Circuito independente (2007–2016)

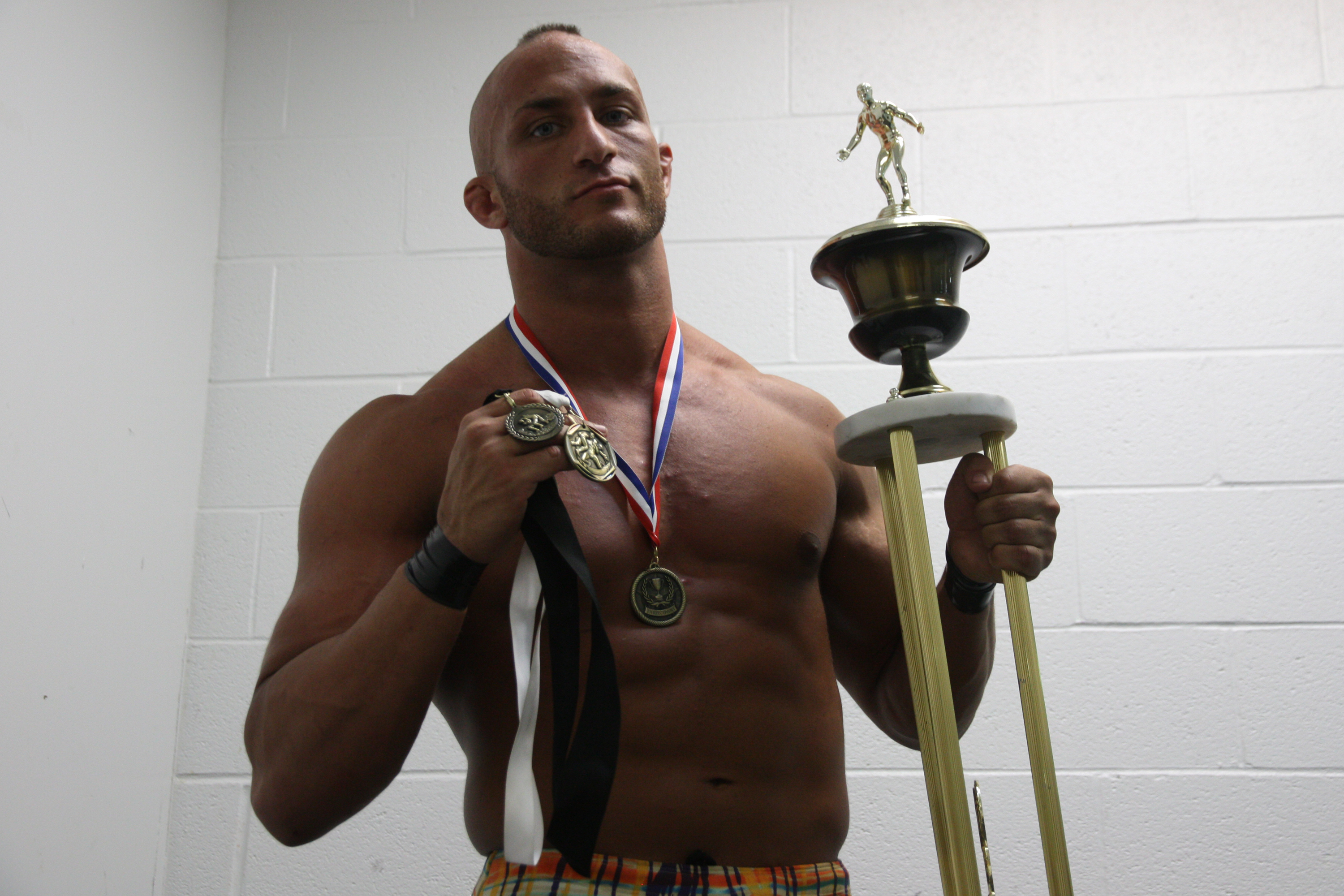
Ciampa segurando o prêmio por vencer o Torneio ECWA Super 8 em 2011

No final de 2007, voltou ao circuito independente. Em 29 de setembro, Tommaso derrotou A.J. Styles e Eddie Edwards para se tornar o Campeão Televisão da MWF.
Em setembro de 2008, Ciampa estreou na World League Wrestling da Harley Race. Em outubro ele participou do Nine Man Battle Royal pelo vago Campeonato dos Pesos Pesados da WLW, que foi vencido por Go Shiozaki. Ciampa também desafiou sem sucesso o Campeonato de Duplas da WLW duas vezes: em 22 de novembro de 2008 ao lado de Steve Anthony e em 21 de março de 2009 ao lado de Marc Godeker.
Depois de retornar à Nova Inglaterra em 2008, Ciampa passou a competir no ECWA Super 8 Tournament em 2009 e 2010 antes de finalmente vencer o torneio em 2011 quando derrotou Adam Cole.
Em 30 de agosto de 2013, Ciampa fez sua estreia pela Pro Wrestling Guerrilla (PWG), quando entrou na Batalha de Los Angeles de 2013, perdendo para Brian Cage em sua primeira luta.

### Ring of Honor (2011–2015)
No Honor Reclaims Boston ele, Alex Payne e Ernie Osiris perderam um dark match para Bobby Dempsey, Grizzly Redwood e Rhett Titus. Ciampa apareceu em dark matches para Ring of Honor em 2007 e 2009.

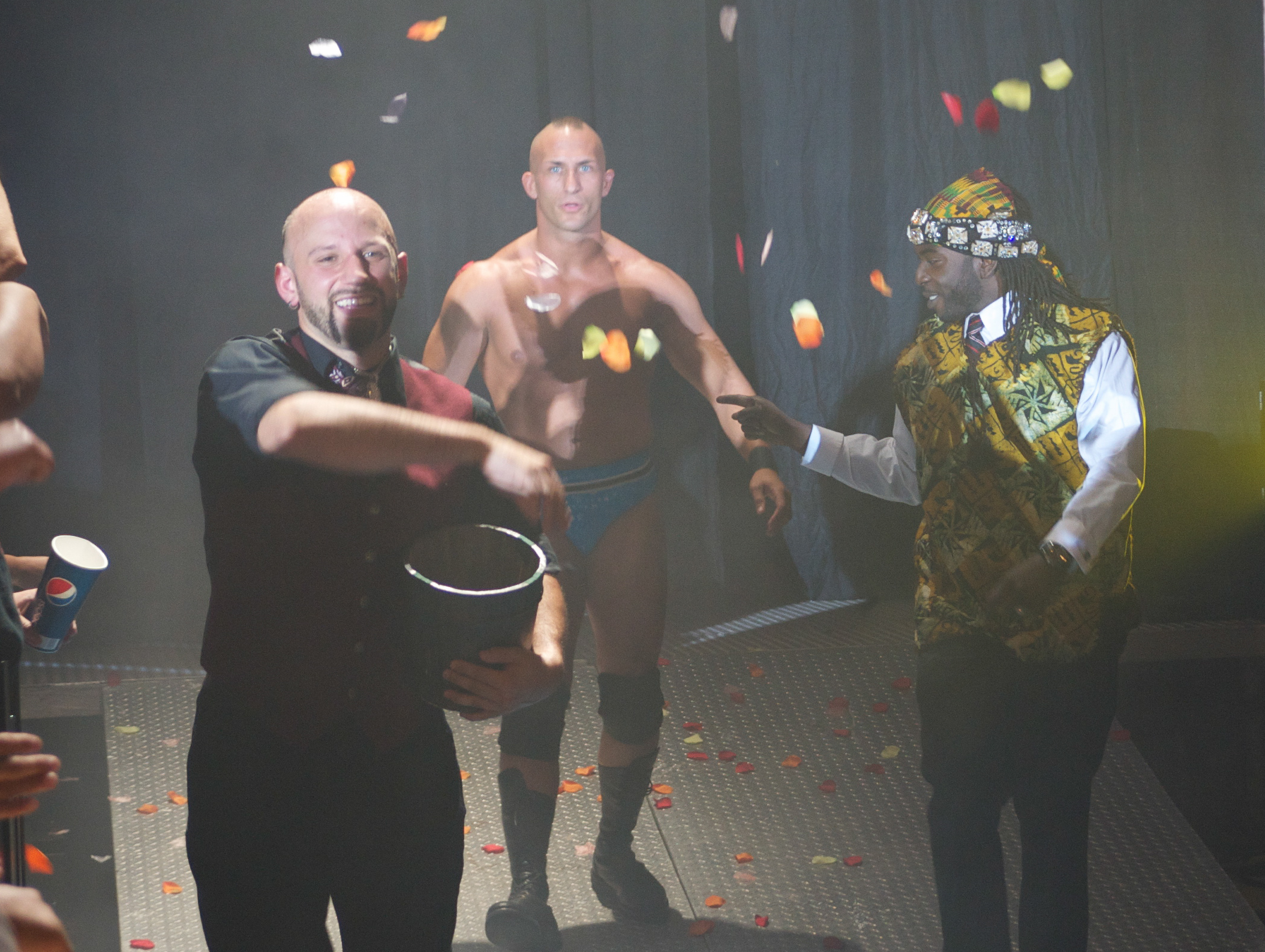
Ciampa (centro) com Ernie Osiris (esquerda) e Prince Nana (direita) como parte da The Embassy em 2011.

Em janeiro de 2011, Ciampa começou a trabalhar regularmente para a ROH. Nas gravações da Ring of Honor Wrestling em 22 de janeiro, ele derrotou Mike Sydal. Ele se juntou ao Prince Nana em sua stable The Embassy. Mais tarde, ele derrotou Adam Cole e Grizzly Redwood. Em 1º de abril ele estreou na internet pay-per-view no Honor Takes Center Stage Night One, participando de uma luta Four Corners que foi vencida por Homicide. Ciampa derrotou Homicide duas vezes, uma vez no segundo show do Honor Takes Center Stage e novamente em 6 de maio, no ROH Revolution: USA. No dia seguinte, no ROH Revolution: Canada, Ciampa fez parte da primeira luta "Double Danger Scramble", que foi vencida por Michael Elgin. Em 13 de julho, Ring of Honor anunciou que Ciampa havia assinado um contrato com a promoção. Em 17 de setembro no Death Before Dishonor IX, Ciampa derrotou Homicide em uma luta de duplas, onde ele se juntou com Rhino e Homicide com Jay Lethal.

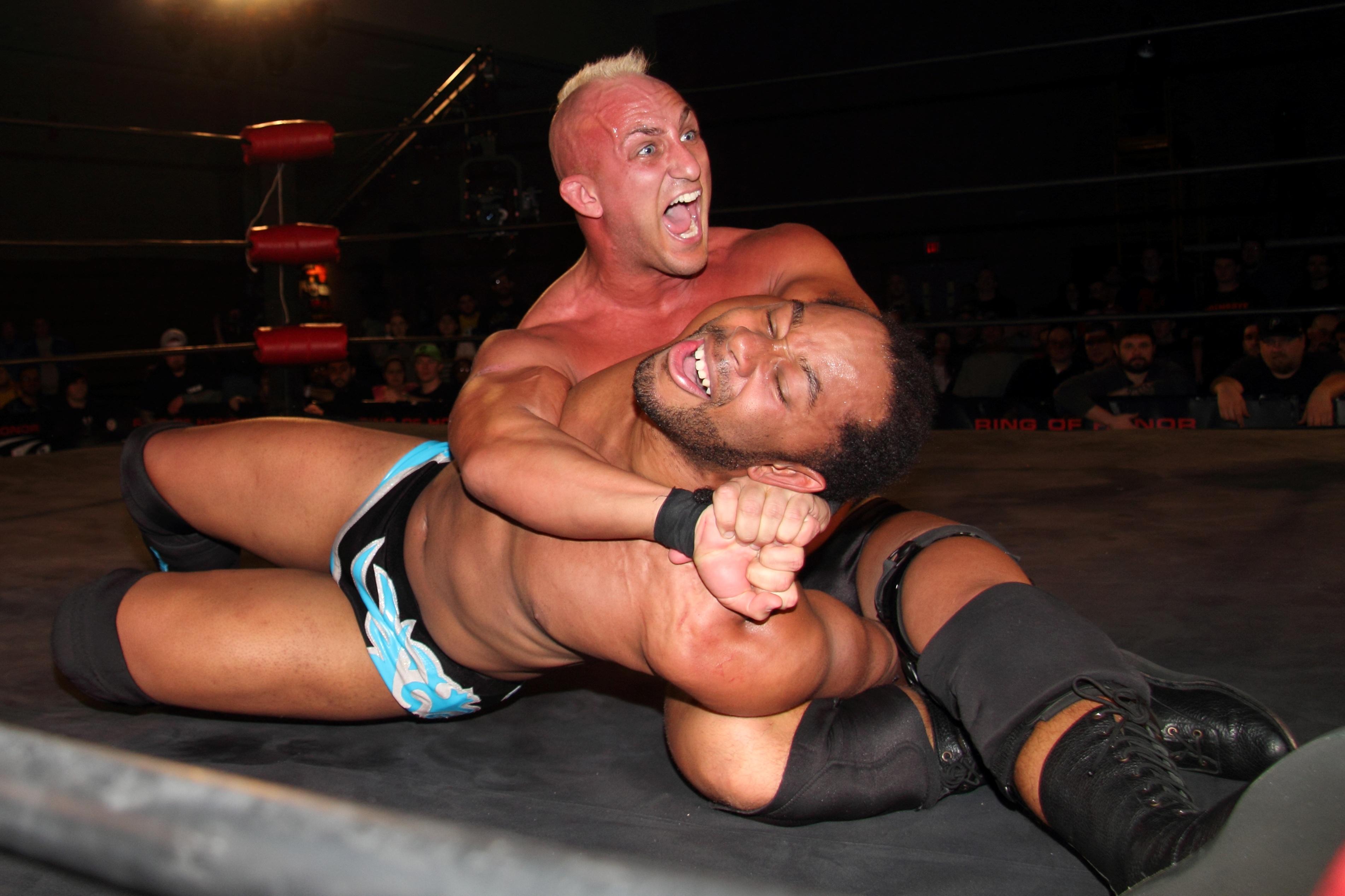
Tommaso Ciampa com Jay Lethal em uma finalização no ROH Show.

Em um ROH house show em 21 de janeiro de 2012, Ciampa derrotou o Campeão Mundial de Televisão da ROH Jay Lethal em uma luta Proving Ground para ganhar uma futura luta pelo Campeonato Mundial de Televisão da ROH. Em 4 de março no 10th Anniversary Show, a luta de Ciampa com Lethal pelo Campeonato Mundial de Televisão da ROH terminou em um empate de quinze minutos. Ciampa continuou sua rivalidade com Lethal em 31 de março no Showdown in the Sun, onde interferiu em sua luta com Roderick Strong e lhe custou o título. No episódio de 7 de abril do Ring of Honor Wrestling, Ciampa derrotou Lethal, Adam Cole e Mike Bennett em uma final de four-way para vencer o torneio Mayhem de março de 2012. Em 12 de maio no Border Wars, a sequência invicta de Ciampa foi encerrada, quando ele foi derrotado por Lethal em uma partida individual. Em 24 de junho no Best in the World 2012: Hostage Crisis, Ciampa recebeu outra chance pelo Campeonato Mundial de Televisão da ROH, mas foi derrotado por Roderick Strong em uma luta de eliminação three-way, também envolvendo Lethal, após interferência de Prince Nana. Depois, Ciampa traiu Nana, depois que foi revelado que ele havia fechado um acordo com Truth Martini para manter o Campeonato de Televisão em Strong, rompeu com The Embassy e adotou R.D. Evans como seu novo empresário. A rivalidade entre Ciampa e Lethal culminou em 11 de agosto no Boiling Point, onde Lethal derrotou Ciampa em uma luta Two Out of Three Falls. Durante a luta, Ciampa rompeu seu ligamento cruzado anterior, afastando-o indefinidamente da ação no ringue. Em 7 de setembro, Ciampa anunciou que sua lesão exigia cirurgia, que o deixaria de fora por um ano. Ciampa fez uma aparição em 16 de dezembro no Final Battle 2012: Doomsday, tentando colocar as mãos em R.D. Evans, depois que ele derrotou Prince Nana em uma luta. Ciampa voltou de sua lesão em 4 de maio no Border Wars 2013, perseguindo Evans e seu novo associado, Q.T. Marshall, fora do ringue.

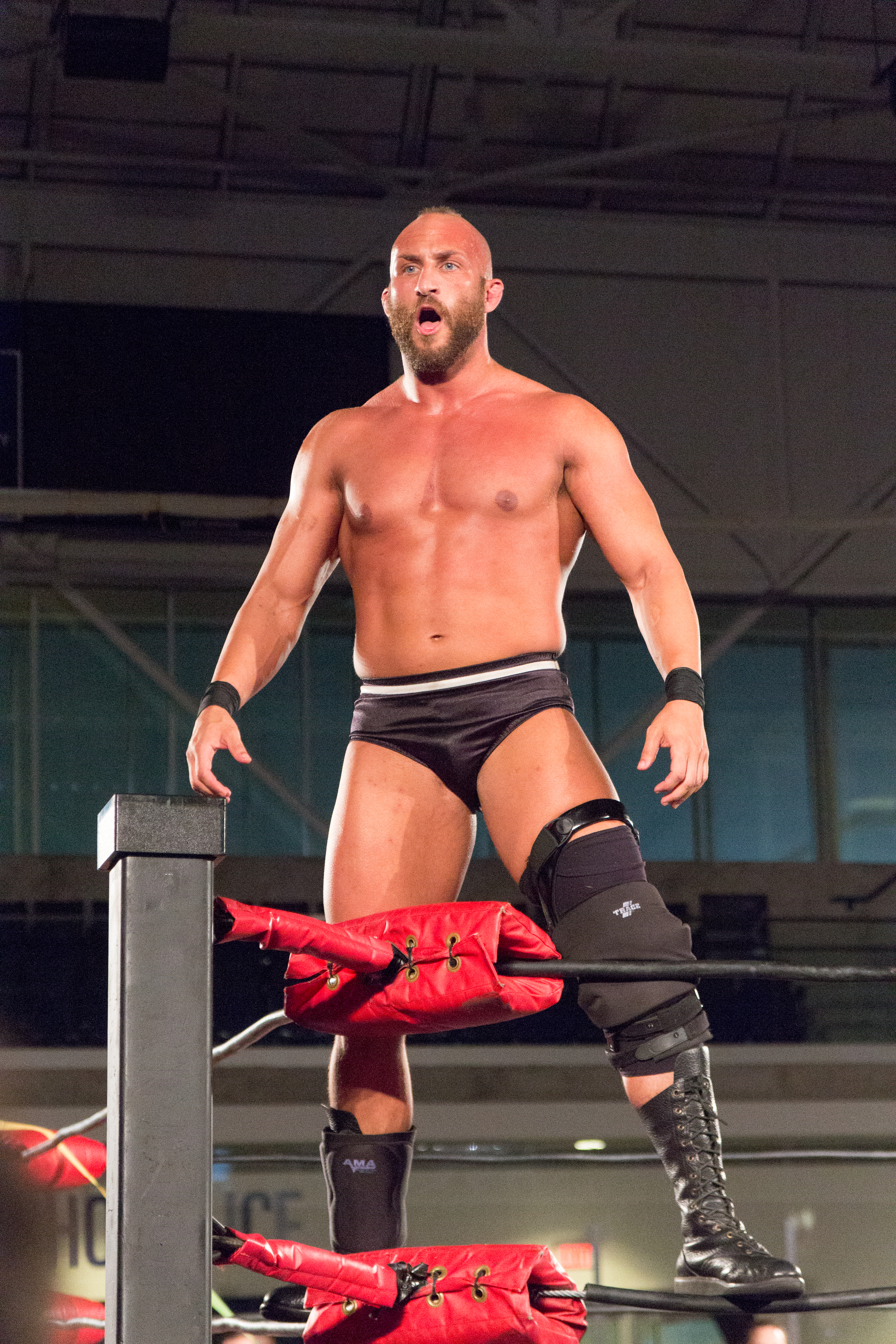
Ciampa em 2013 em um show da Ring of Honor

Em 3 de agosto, Ciampa entrou em um torneio para determinar o novo Campeão Mundial da ROH, derrotando Silas Young em sua partida de primeira rodada. Em 17 de agosto, Ciampa derrotou Michael Bennett para avançar para as semifinais do torneio. Em 20 de setembro no Death Before Dishonor XI, Ciampa foi eliminado do torneio por Adam Cole. No Final Battle 2013 em 14 de dezembro, Ciampa começou seu primeiro reinado como Campeão Mundial de Televisão da ROH, quando derrotou Matt Taven pelo título. No mês seguinte, Ciampa defendeu com sucesso o título contra Taven e Jay Lethal em uma luta three-way. No 12º Aniversário Show em fevereiro de 2014, ele manteve o campeonato contra Hanson. Em 4 de abril, no Supercard of Honor VIII, Ciampa perdeu o título para Jay Lethal após interferência externa de Truth Martini.
Depois de um longo período de ausência, Ciampa voltou no dia 19 de julho com um novo visual, tendo aumentado sua massa muscular e ostentando uma barba cheia sem aparar. Ele prontamente derrotou Adam Page of The Decade, então seguiu com uma promo sugerindo uma virada de personagme afirmando que ele se sentia subestimado e queria uma chance no Campeonato Mundial da ROH antes de ser interrompido por Silas Young. Ele seguiu isso em 9 de agosto, perdendo para Rocky Romero por desqualificação devido a não liberar o alongamento siciliano na contagem de cinco do árbitro. Depois de desafiar Michael Elgin sem sucesso pelo Campeonato Mundial da ROH em 23 de agosto, Ciampa foi (kayfabe) suspenso indefinidamente pela ROH por atacar a equipe do ringue e o locutor do ringue Bobby Cruise, cimentando assim seu status de heel.
No ROH 13th Anniversary Show, Ciampa sofreu duas costelas fraturadas durante sua luta, forçando-o fora de ação. Mais tarde, ele disse que terminou a partida "no piloto automático", pois a dor era mais intensa do que quando ele rompeu o ligamento cruzado anterior. Ele perdeu vários shows do Ring of Honor antes de retornar à ação (embora com costelas gravadas) em um show independente em Toronto. Em 29 de março de 2015, Ciampa anunciou sua saída da ROH. Sua partida final foi uma derrota para ganhar o título da TV de Jay Lethal, que o manteve após dar um golpe baixo em Ciampa. Ciampa então atacou o árbitro Todd Sinclair com um golpe baixo como vingança por não chamar um DQ pelo movimento ilegal.

### Total Nonstop Action Wrestling (2015)
Ciampa fez uma aparição para a Total Nonstop Action Wrestling (TNA) no episódio de 30 de setembro de 2015 do Impact Wrestling em uma luta triple threat também envolvendo DJZ e Trevor Lee, que foi vencida por Lee. Ciampa lutou pela TNA mais uma vez na edição de 17 de outubro de 2015 do Xplosion, derrotando Crazzy Steve.

### Retorno à WWE

#### #DIY (2015–2017)
Embora não tenha assinado novamente com a WWE, em 2 de setembro de 2015, Ciampa foi anunciado como parte do torneio NXT Dusty Rhodes Tag Team Classic. Em 9 de setembro, ele avançou com sucesso na primeira rodada do torneio ao lado de seu novo parceiro Johnny Gargano, derrotando a dupla também recém-formada de Tyler Breeze e Bull Dempsey. No episódio de 16 de setembro do NXT, Ciampa e Gargano perderam para Baron Corbin e Rhyno, eliminando-os do torneio. No episódio de 30 de setembro, Ciampa perdeu para Breeze em uma luta individual. Ele apareceu no episódio de 2 de dezembro do NXT, perdendo para Samoa Joe. Ciampa venceu uma luta contra Danny Burch no episódio de 13 de janeiro de 2016 do NXT e derrotou Bull Dempsey no episódio de 24 de fevereiro. Nas gravações de 15 de março, Ciampa marcou mais uma vitória, desta vez contra Jesse Sorensen.
Em 2 de abril, foi confirmado que Ciampa havia re-assinado com a WWE no início da semana. O contrato de Ciampa no NXT era chamado de "Tier 2", o que lhe permitia continuar trabalhando em datas independentes ao lado de suas reservas regulares do NXT. Em 23 de junho, Ciampa entrou no torneio Cruiserweight Classic, perdendo para Johnny Gargano na primeira rodada. No mês seguinte, Ciampa anunciou que sua última reserva independente estava marcada para setembro, já que ele estava entrando em um novo contrato exclusivo do NXT. Em 20 de agosto no NXT TakeOver: Brooklyn II, Ciampa e Gargano desafiaram sem sucesso The Revival (Dash Wilder e Scott Dawson) pelo Campeonato de Duplas do NXT. Ciampa e Gargano, agora coletivamente chamados de "#DIY", receberam outra chance pelo título em uma luta two out of three falls em 19 de novembro no NXT TakeOver: Toronto, onde derrotaram The Revival para se tornarem os novos Campeões de Duplas do NXT.
DIY passou a defender com sucesso seus campeonatos contra a equipe de Tajiri e Akira Tozawa e TM61 no Japão e na Austrália, respectivamente. Eles mantiveram seus títulos contra The Revival no episódio de 11 de janeiro de 2017 do NXT, mas foram atacados por The Authors of Pain (Akam e Rezar) depois. Ciampa e Gargano perderam os títulos para The Authors of Pain no NXT TakeOver: San Antonio. Eles teriam sua revanche no episódio de 1º de março do NXT, que terminou em no contest depois que o The Revival interferiu e atacou as duas equipes. Isso levou ao NXT TakeOver: Orlando, uma luta tripla de eliminação entre as três equipes pelos títulos, mas DIY não teve sucesso depois de ser a primeira equipe eliminada.
No NXT TakeOver: Chicago, DIY enfrentou The Authors of Pain na primeira luta de escadas pelo Campeonato de Duplas do NXT, que eles perderam. Após a luta, Ciampa atacou Gargano, virando heel e desfazendo o #DIY. Mais tarde foi revelado que Ciampa havia sofrido uma ruptura do LCA no joelho direito durante a luta de escadas e aguardaria a cirurgia em Birmingham, Alabama. Em uma atualização adicional, foi relatado que sua cirurgia foi bem-sucedida e o cronograma para seu retorno foi estimado para o início e meados de 2018.

#### Campeão do NXT (2018–2022)

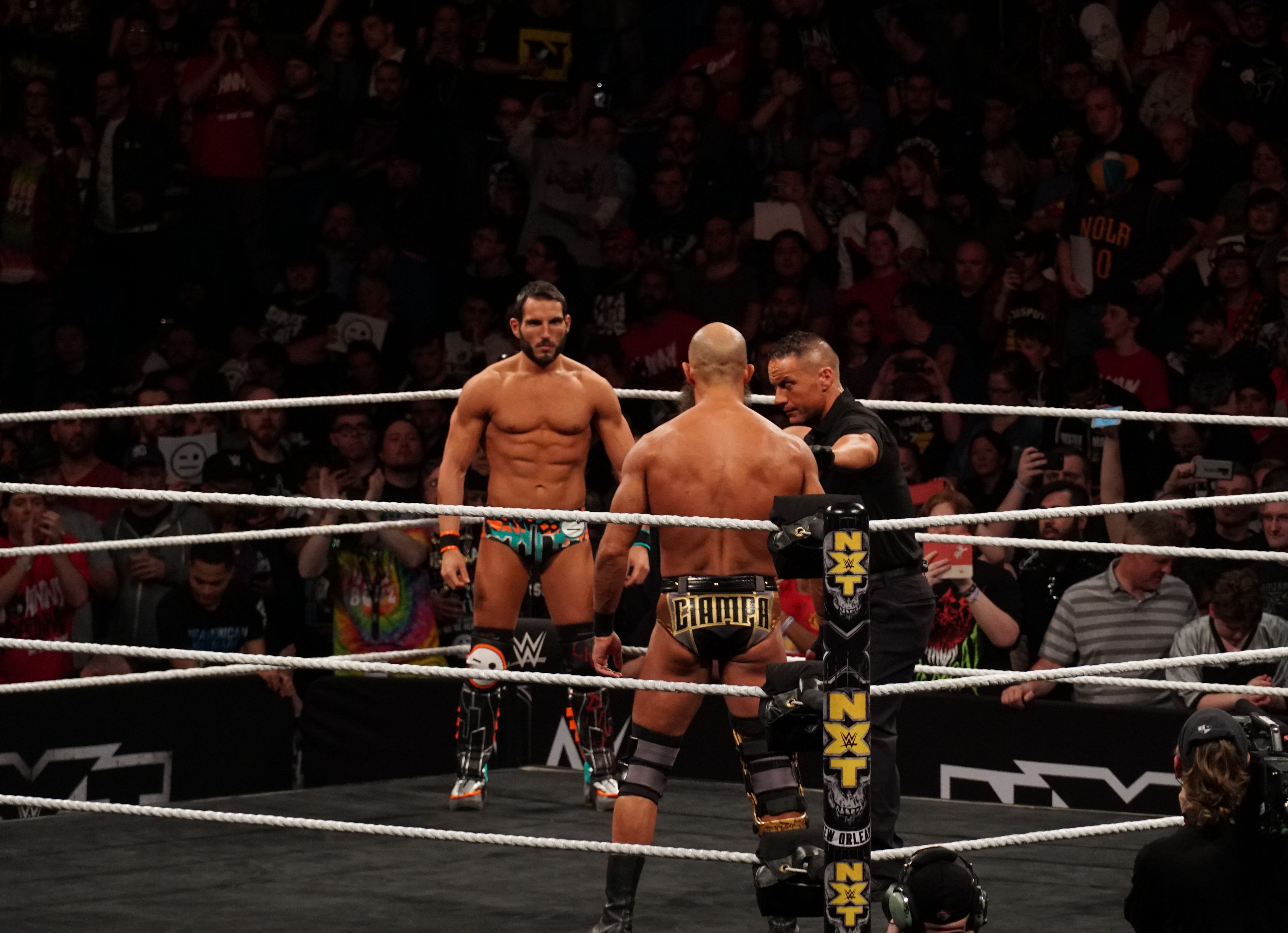
Ciampa (frente) enfrentando Johnny Gargano no NXT TakeOver: New Orleans em abril de 2018

Em 27 de janeiro de 2018, Ciampa retornou no NXT TakeOver: Philadelphia, atacando Gargano com uma muleta para fechar o show. Ele então custou a Gargano sua luta pelo Campeonato do NXT contra Andrade "Cien" Almas no episódio de 21 de fevereiro do NXT, forçando Gargano a deixar o NXT de acordo com a estipulação pré-jogo. Ciampa fez seu retorno no ringue no evento principal do NXT TakeOver: New Orleans, perdendo para Gargano em uma luta não sancionada, resultando em Gargano sendo reintegrado ao NXT. Sua rivalidade continuaria ao longo das semanas seguintes, nas quais eles se atacaram e interferiram nas lutas um do outro, levando a um Chicago Street Fight no NXT TakeOver: Chicago II, que Ciampa venceu.
Nas gravações de 18 de julho do episódio de 25 de julho do NXT, Ciampa derrotou Aleister Black para conquistar o Campeonato do NXT depois que Gargano interferiu e acidentalmente atingiu Black com o cinturão. Isso fez de Ciampa apenas o segundo lutador a deter o Campeonato do NXT e o Campeonato de Duplas do NXT, depois de Neville. No NXT TakeOver: Brooklyn IV, ele estava programado para defender o título contra Black e Gargano em uma luta triple threat, mas Black foi removido da luta devido a uma emboscada no estacionamento da arena por um assaltante desconhecido (na realidade, Black tinha sofreu uma lesão na virilha legítima). A luta foi alterada para a primeira luta Last Man Standing pelo Campeonato do NXT entre Ciampa e Gargano, onde Ciampa manteve seu título. No NXT TakeOver: WarGames, Ciampa manteve o título contra o Velveteen Dream. Ciampa defendeu o título contra Black no NXT TakeOver: Phoenix em um esforço vencedor.
Ciampa estreou no Raw em 18 de fevereiro de 2019 com três outras estrelas do NXT Johnny Gargano, Aleister Black e Ricochet. Em sua luta de estreia no Raw, ele e Gargano derrotaram os ex-rivais Campeões de Duplas do Raw The Revival. Na noite seguinte no SmackDown Live, Ciampa e Gargano derrotaram The Bar (Cesaro e Sheamus). Em 6 de março, foi relatado por Dave Meltzer do The Wrestling Observer que Ciampa teria que passar por uma cirurgia no pescoço, além de forçá-lo a desocupar o Campeonato do NXT e a lesão o colocaria fora de ação por pelo menos seis meses. Nesse ponto, ele não lutava desde 19 de fevereiro. Mais tarde, a WWE confirmou a história dizendo que ele passaria por uma fusão cervical anterior. Meltzer relatou mais tarde que, devido à lesão, a WWE teve que cancelar a rivalidade do roster principal que foi planejada entre Ciampa e Gargano. Os dois também estavam programados para se enfrentarem no NXT TakeOver: New York.
Ciampa renunciou ao seu Campeonato do NXT devido a uma lesão na edição de 20 de março de 2019 do NXT, terminando seu reinado em 237 dias. Em 1º de abril, ele revelou que os médicos lhe disseram que ele estaria lutando em "tempo emprestado" se ele pudesse retornar ao ringue. Ele fez uma aparição surpresa no NXT TakeOver: New York em 5 de abril depois que Gargano derrotou Adam Cole para ganhar o Campeonato do NXT, abraçando Gargano para comemorar sua vitória e virando face no processo.
No episódio de 2 de outubro do NXT, Ciampa voltou de lesão, enfrentando Adam Cole, que se tornou o Campeão do NXT por mais tempo. Depois que Ciampa salvou Matt Riddle e Keith Lee de uma surra nas mãos de The Undisputed Era (Cole, Bobby Fish, Kyle O'Reilly e Roderick Strong) no episódio de 30 de outubro do NXT, uma luta WarGames foi marcada entre o time de Ciampa contra The Undisputed Era. No NXT TakeOver: WarGames em 23 de novembro, o Team Ciampa (Ciampa, Lee, Dominik Dijakovic e Kevin Owens) derrotou The Undisputed Era. Isso levou a uma luta entre Ciampa e Cole no NXT TakeOver: Portland em 16 de fevereiro de 2020 pelo Campeonato do NXT, que Cole venceu depois que Gargano custou a luta a Ciampa, reacendendo assim sua rivalidade. No episódio de 8 de abril do NXT, isso culminou em uma luta No Holds Barred entre Ciampa e Gargano, que Gargano venceu após interferência de Candice LeRae.
Ciampa então entrou em uma rivalidade com Karrion Kross, que o atacou nos bastidores durante uma entrevista. No TakeOver: In Your House, Ciampa foi rapidamente derrotado por Kross. Após um breve hiato, Ciampa retornou como heel no episódio de 26 de agosto do NXT, onde derrotou Jake Atlas e continuou seu ataque pós-luta a Atlas. Ele então competiria em um esforço perdido na luta fatal four-way de 60 minutos Iron Man pelo vago Campeonato do NXT, empatando com Gargano em uma queda. Ciampa virou a cara novamente quando começou uma rivalidade com Timothy Thatcher, levando a uma luta no NXT TakeOver: WarGames onde Ciampa venceu. No episódio de 20 de janeiro de 2021 do NXT, Ciampa lutou e perdeu para Thatcher no Fight Pit. Após a luta, Thatcher e Ciampa mostraram respeito um pelo outro e Ciampa pediu a Thatcher para ser seu parceiro no Dusty Rhodes Tag Team Classic que Thatcher aceitou. Eles derrotaram Ariya Daivari e Tony Nese na primeira rodada e The Undisputed Era (Adam Cole e Roderick Strong) nas quartas de final, antes de perder para o Grizzled Young Veterans nas semifinais. No NXT TakeOver: Stand & Deliver, Ciampa foi derrotado por Walter pelo Campeonato do NXT UK. No episódio de 15 de junho do NXT, Ciampa e Thatcher derrotaram os Grizzled Young Veterans em uma luta de duplas tornado para ganhar uma futura luta pelo Campeonato de Duplas do NXT. Eles enfrentaram os campeões, MSK em 6 de julho no The Great American Bash, mas foram derrotados. Thatcher foi dispensado da TV em 24 de agosto devido a uma lesão na garganta do kayfabe de Ridge Holland, encerrando a equipe; esta foi sua última aparição, pois ele acabou sendo liberado da empresa em janeiro.
No episódio de 14 de setembro do NXT, Ciampa derrotou L. A. Knight, Pete Dunne e Von Wagner em uma luta fatal 4-way para ganhar o vago Campeonato do NXT. No Halloween Havoc, Ciampa reteve contra Bron Breakker. No WarGames, Ciampa se uniu a Johnny Gargano, L. A. Knight e Pete Dunne (como "Team Black & Gold") contra Breakker, Carmelo Hayes, Grayson Waller e Tony D'Angelo (como "Team 2.0"), mas perdeu quando Breakker derrotou Ciampa. No New Year's Evil em 4 de janeiro de 2022, Ciampa perdeu o título para Breakker em uma revanche, terminando seu segundo reinado em 112 dias. Ambos apareceram no Raw de 7 de março, onde derrotaram Dolph Ziggler e Robert Roode. Em 2 de abril no NXT Stand & Deliver, Ciampa perdeu para Tony D'Angelo em sua luta final no NXT.

#### Raw (2022–presente)
No episódio do Raw de 11 de abril, Ciampa foi oficialmente convocado para a marca enquanto também participava de um segmento de bastidores com Kevin Owens e Ezekiel. No Raw de 25 de abril, agora sob o nome de ringue abreviado "Ciampa", ele atacou Mustafa Ali após sua luta contra The Miz, tornando-se heel pela primeira vez desde 2019. No Raw de 4 de julho, Ciampa se alinhou com The Miz depois de ajudá-lo a atacar AJ Styles após a luta. No Raw de 1º de agosto, ele derrotou Dolph Ziggler e Chad Gable em uma luta triple threat, ao mesmo tempo em que derrotou Styles mais tarde naquela noite para ganhar uma oportunidade de enfrentar Bobby Lashley pelo Campeonato dos Estados Unidos. Ciampa enfrentou Lashley pelo título na semana seguinte em uma luta dedicada a Harley Race, mas perdeu. No Raw de 5 de setembro, seu nome no ringue foi revertido para Tommaso Ciampa.

## Outras mídias
Como Tommaso Ciampa, ele fez sua estreia no videogame como um personagem jogável no WWE 2K18 e desde então apareceu no WWE 2K20 e no WWE 2K22.

## Campeonatos e conquistas
- CBS Sports

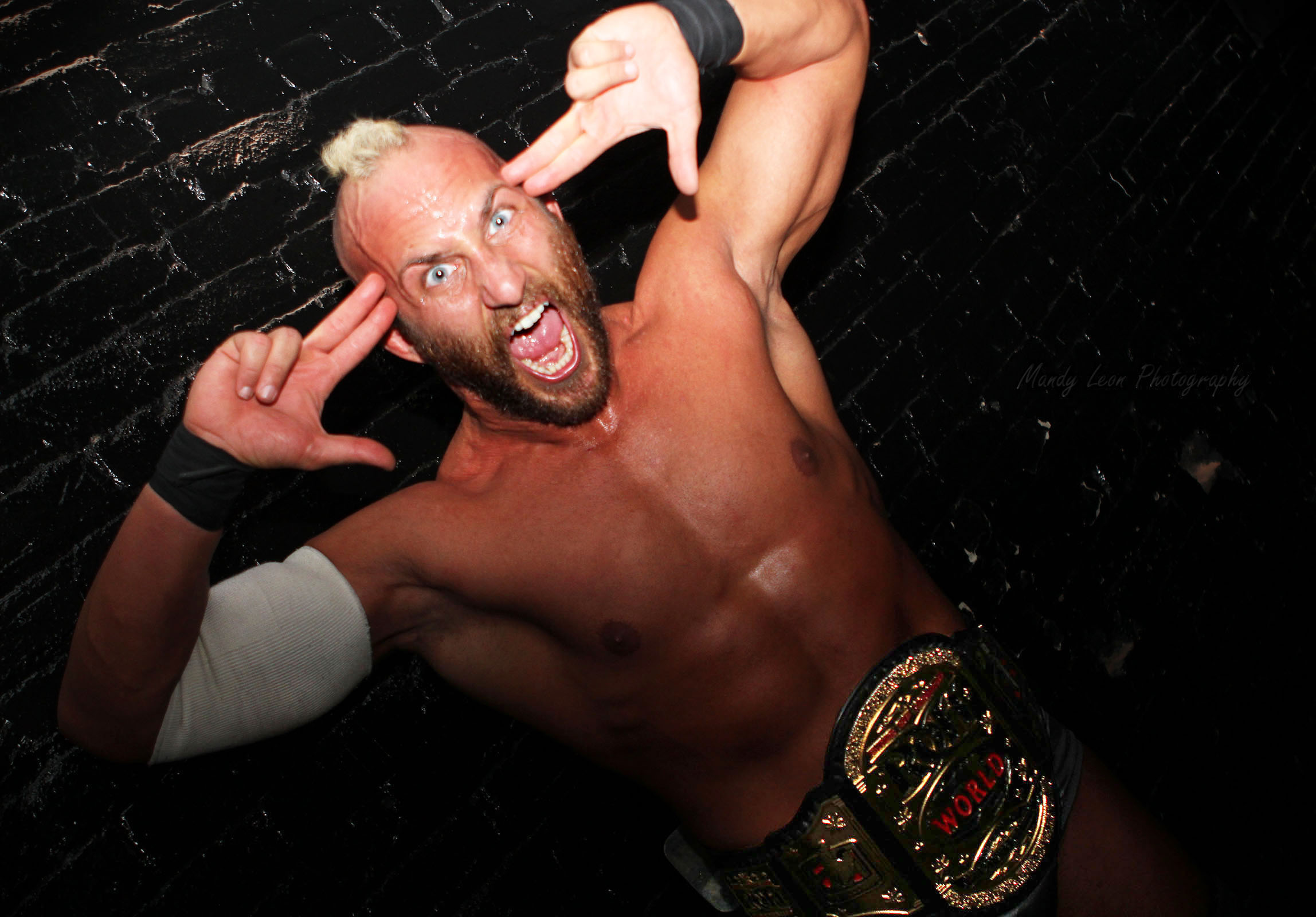
Ciampa posando com o cinturão do Campeonato Mundial de Televisão da ROH depois de ganhá-lo no Final Battle 2013.

  - Rivalidade do Ano (2018) vs. Johnny Gargano[95]
- Chaotic Wrestling
  - Campeonato dos Pesos Pesados da Chaotic Wrestling (1 vez)
  - Campeonato da Nova Inglaterra da Chaotic Wrestling (1 vez)
- East Coast Wrestling Association
  - Super 8 Tournament (2011)
- Millennium Wrestling Federation
  - MWF Television Championship (1 time)
- Pro Wrestling Illustrated
  - Rivalidade do Ano (2018) vs. Johnny Gargano
  - Classificado em 13º lugar entre os 500 melhores lutadores individuais no PWI 500 em 2019
- Ring of Honor
  - Campeonato Mundial de Televisão da ROH (1 vez)
  - March Mayhem Tournament (2012)
- Sports Illustrated
  - Classificado em 9º dos 10 melhores lutadores masculinos de 2018 (empatado com Johnny Gargano)
- UPW Pro Wrestling
  - Campeonato dos Pesos Pesados da UPW (1 vez)
- Wrestling Observer Newsletter
  - Feud of the Year (2018) vs. Johnny Gargano
- WWE
  - Campeonato do NXT (2 vezes)[96]
  - Campeonato de Duplas do NXT (1 vez) – com Johnny Gargano[97]
  - NXT Year-End Award (3 vezes)
    - Luta do Ano (2016) com Johnny Gargano vs. The Revival (Dash Wilder e Scott Dawson) em uma luta two-out-of-three falls pelo Campeonato de Duplas do NXT no NXT TakeOver: Toronto[98]
    - Competidor masculino do ano (2018)[99]
    - Rivalidade do Ano (2018) vs. Johnny Gargano[99]
- Xtreme Wrestling Alliance
  - Campeão Peso Pesado da XWA (1 vez)